# Liễu Quang Vinh
Liễu Quang Vinh (sinh ngày 30 tháng 5 năm 1999) là cầu thủ bóng đá chuyên nghiệp người Việt Nam thi đấu ở vị trí hậu vệ và trung vệ cho câu lạc bộ SHB Đà Nẵng tại V.League 2 và đội tuyển U-22 Việt Nam.

## Sự nghiệp

### Sự nghiệp cầu thủ trẻ
Từ nhỏ, Liễu Quang Vinh đã mang trong mình niềm khao khát với quả bóng tròn, anh thường xuyên tham gia vào những đội tuyển bóng đá của trường, lớp. Đặc biệt, Liễu Quang Vinh đã được phía gia đình ủng hộ, anh chính thức gia nhập vào lò PVF, từ đó anh được tiến hành đào tạo rất bài bản và ngày một trưởng thành hơn trong từng lối chơi bóng.

### Thi đấu tại U-19 Việt Nam
Năm 2017, Liễu Quang Vinh đã chứng minh bản thân tại U-19 Việt Nam và gặt hái được nhiều thành công cùng các đồng đội khi dành xuất tham gia vòng chung kết U-20 World Cup tại Hàn Quốc. Ngay sau đó, Liễu Quang Vinh được Đà Nẵng FC chiêu mộ dưới dạng cho mượn.

### Chấn thương
Thực tế, ở Đà Nẵng FC, cơ hội đá chính cho Liễu Quang Vinh là không nhiều. Bởi ở cùng vị trí, Đỗ Thanh Thịnh vốn luôn thi đấu rất ổn định. Cảm thấy Vinh có tư duy tốt cùng tố chất, HLV Lê Huỳnh Đức đã kéo Vinh vào chơi ở vị trí trung vệ. Trong bối cảnh đội bóng sông Hàn khủng hoảng trung vệ, cơ hội được ra sân của chàng trai sinh năm 1999 này rất sáng. Thế nhưng đúng vào cái lúc cơ hội thể hiện bản thân đến thì Vinh lại dính chấn thương vỡ sụn trong một buổi tập. Cả một thời gian dài, Liễu Quang Vinh giấu gia đình chuyện mình bị chấn thương. Đặc biệt là mẹ của mình, Vinh không muốn mẹ buồn. Vì đã một lần, chị Tuyết Phương rơi hết nước mắt khi hay tin con trai mình bị rách dây chằng. Nhưng rồi, chàng trai 21 tuổi này phải gọi cho mẹ khi phải thực hiện ca phẫu thuật tại Thành phố Hồ Chí Minh.
Hiện nay, anh đang là cầu thủ tiềm năng của đội tuyển U22 Việt Nam do HLV Park Hang Seo dẫn dắt. Anh được huấn luyện viên Park trao cơ hội cùng với Bùi Hoàng Việt Anh, Lý Công Hoàng Anh và Trần Văn Đạt để góp mặt tại U23 Việt Nam tham dự vòng chung kết U23 Châu Á 2022.

### Sự nghiệp tại câu lạc bộ
Liễu Quang Vinh được đánh giá là "viên ngọc thô", nếu được mài giũa sẽ trở thành một ngôi sao trong tương lai. Ở mùa giải đầu tiên, vị trí của anh là trên băng ghế dự bị. Cả năm, Liễu Quang Vinh chỉ được 4 trận vào sân thay người. Vinh nói, cầu thủ trẻ nào cũng vậy cả, để được chơi thường xuyên, anh phải làm quen với việc chờ đợi, phải tập luyện chăm chỉ để được HLV chú ý.